# 小棕鹃属
小棕鹃属（学名：Coccycua）是杜鹃科下的一个属。

## 下属物种
本属包括以下物种：
- 灰美洲鹃 Coccycua cinerea Vieillot, 1817